# Bizantynologia

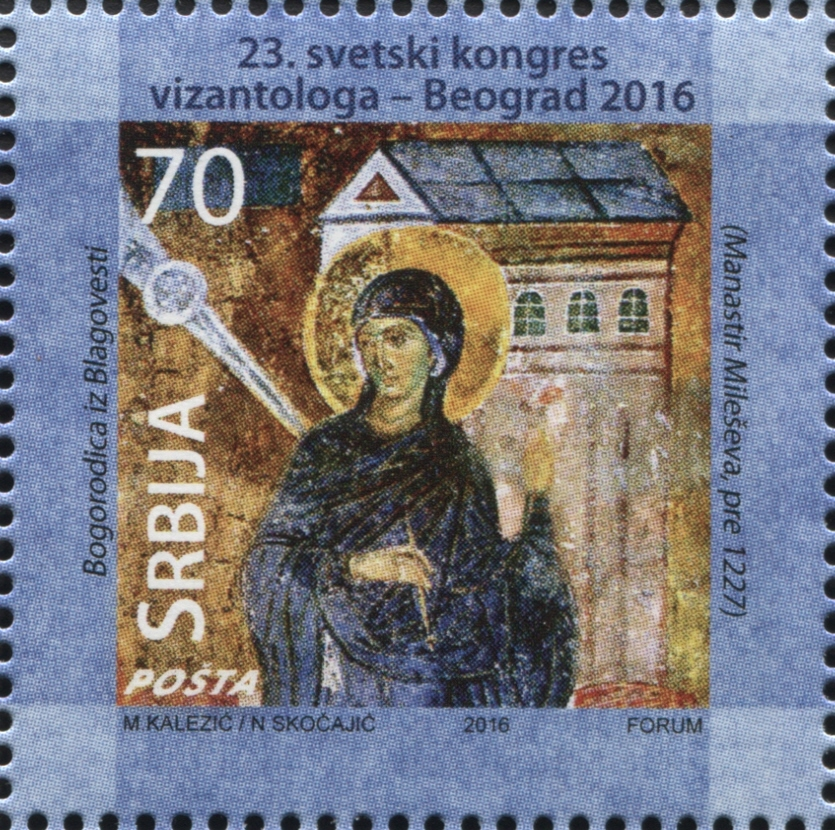
Znaczek pocztowy wydany z okazji kongresu bizantynistów

Bizantynologia, in. bizantynistyka – dział nauk zajmujący się badaniem historii, literatury, sztuki Cesarstwa Bizantyńskiego (395–1453), zwanego od czasów renesansu Bizancjum. Termin Bizancjum został po raz pierwszy użyty w 1562 roku przez niemieckiego historyka Hieronima Wolfa. Bizantynologia stanowi obecnie odrębną gałąź historii powszechnej średniowiecza.
Koordynacji badań służą kongresy bizantynistyczne odbywające się pod auspicjami Association internationale des études byzantines.